# Stazione di Yorckstraße (Großgörschenstraße)
La stazione di Yorckstraße (Großgörschenstraße) è una fermata ferroviaria di Berlino, sita nel quartiere di Schöneberg.

## Movimento

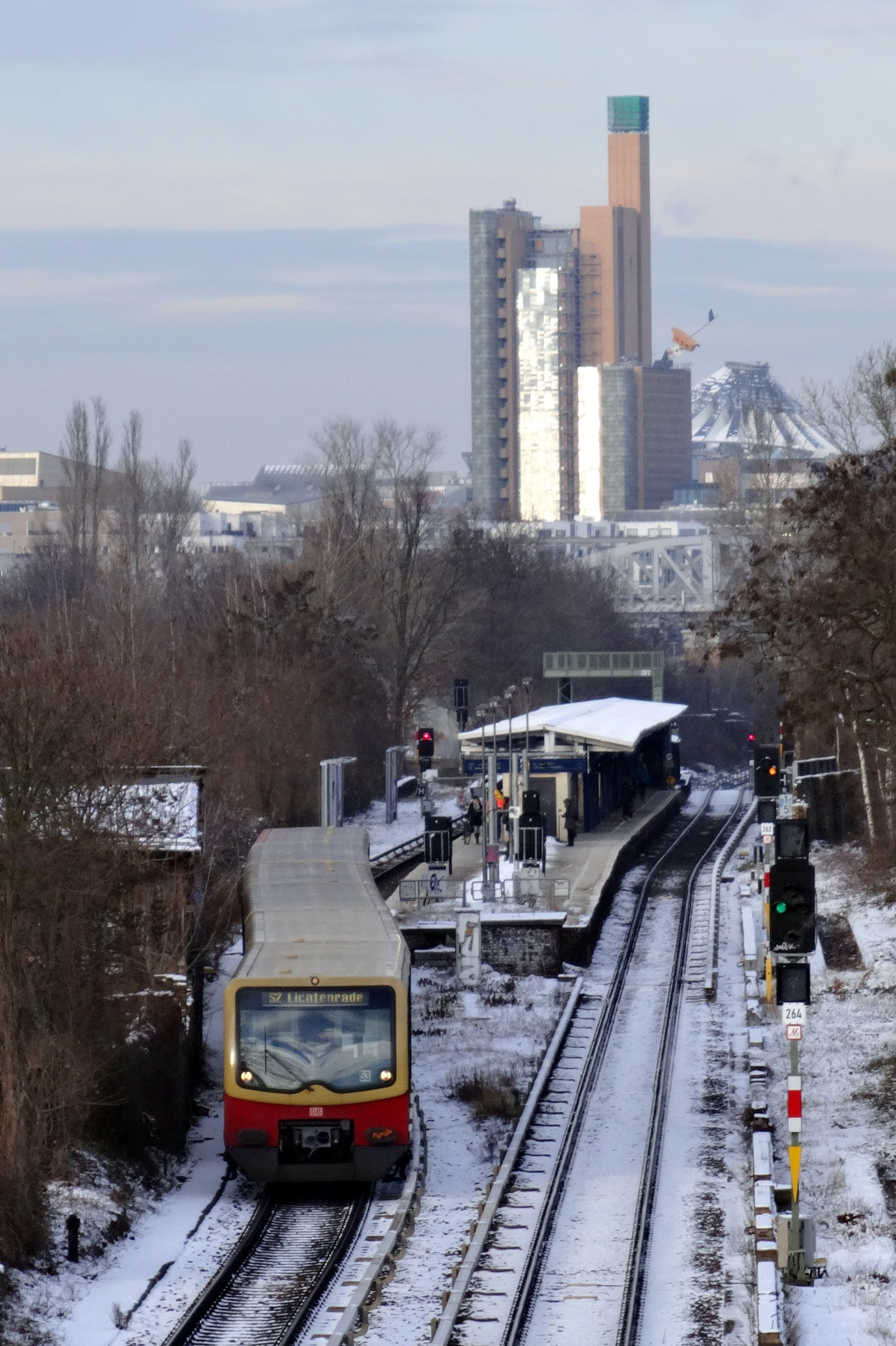
Binari d'inverno

La fermata è servita dalla linea S 1 della S-Bahn.

## Interscambi
- Fermata ferroviaria (Yorckstraße)
- Fermata metropolitana (Yorckstraße, linea U 7)
- Fermata autobus